# Беркширська державна школа мистецтв та технологій
42°37′18″ пн. ш. 73°07′10″ зх. д. / 42.6218° пн. ш. 73.1195° зх. д.
Беркширська державна школа мистецтв та технологій, що знаходиться в Адамсі, Сполучені Штати, є безкоштовною державною школою, що готує до вступу в коледж; у ній навчаються учні 6-12 класів з округу Беркшир. Діти можуть вступати з 6 по 10 клас, проте нові учні не приймаються в 11 або 12 клас.
У школі в основному навчаються учні з Адамса, Чешира, Кларксбурза, Флориди, Генкока, Лейнсборо, Норт-Адамса, Піттсфілда, Савоя та Вільямстауна. Учні з інших міст також можуть вступити до цієї школи за умови наявності місць.

## Навчальна програма
Учні школі вивчають такі дисципліни:
- Мистецтво
- Музика
- Фізична підготовка
- Англійська мова
- Історія
- Математика
- Точні науки
- Іспанська мова (лише для старшої школи)
- Колегіальні навички та семінари для середньої/старшої школи

Також, учні школи долучаються до громадських зборів (щотижневі збори учнів та їхніх радників на рівні класу, які часто очолює адміністратор), консультацій, години самостійного читання та години індивідуального навчання. Кваліфіковані студенти можуть пройти додатковий курс (драми, музики або мистецтва) замість години індивідуального навчання.

### Технології
- Інтеграція технологій
- Мережеві мультимедіапроєктори в класах
- Загальношкільна бездротова локальна мережа
  - Apple MacBook, iMac і Mac Pro
  - Mac OS
- Цифрові відеокамери та фотоапарати
- Інтернет-каталог бібліотеки

### Мистецтво
- Інтеграція мистецтв
- Музична лабораторія з використанням технологій
- Художня студія

## Спорт
У БДШМТ є команда з бігу по пересіченій місцевості, футбольні та баскетбольні команди дівчат і хлопців, а також спільна команда Ultimate (фрісбі). Команда з бігу відкрита до набору для учнів 6-12 класів, усі інші команди доступні для учнів від 8-х класів. БДШМТ є членом Атлетичної ліги Рівер Веллі (RVAL), у яку входять незалежні та чартерні школи у більшому регіоні Долини Піонер. Учні повинні мати прохідні оцінки (70 % і вище) з усіх предметів, щоб мати можливість брати участь у шкільних змаганнях з легкої атлетики для популяризації ідеї стипендіата-спортсмена.